# Advent Christian Church
Advent Christian Church (ACC) är ett nordamerikanskt adventistsamfund, bildat 1855 av Jonathan Cummings och andra som berörts av den amerikanske predikanten William Millers förkunnelse.
Några år senare lämnade adventistpastorn George Storrs och hans anhängare ACC. De bildade 1863 Life and Advent Union, ett litet trossamfund som ett sekel senare kom att återförenas med ACC. 
ACC är anslutet till National Association of Evangelicals (NAC). 

## Medlemsantal
ACC är den största adventistkyrkan som, i Millers efterföljd, firar vilodag på söndag.
1999 hade man officiellt 25 702 medlemmar, 302 församlingar och 409 pastorer i USA.
I Kanada har man  240 medlemmar och sju församlingar och i övriga världen uppger man sig ha över 35 000 medlemmar.